# Heinrich Hußmann (Grafiker)

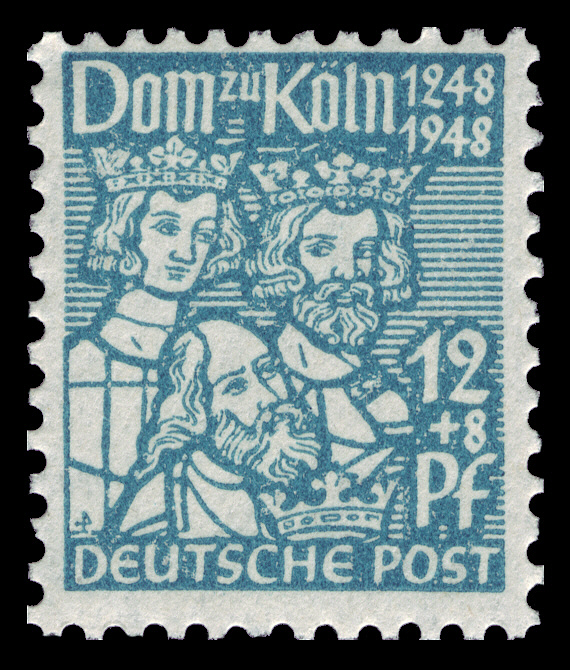
Briefmarke von 1948, Entwurf: Heinrich Hußmann

Heinrich August Hußmann (auch Hussmann; * 15. Juli 1899 in Staßfurt; † 3. Juli 1982 in Köln) war ein deutscher Kunstprofessor, Heraldiker, Typograf und angewandter Grafiker.

## Leben
Hußmann machte von 1915 bis 1919 eine Lehre als Zeichner in einer Glasmalerwerkstatt. Von 1919 bis 1924 studierte er Malerei an der Staatlichen Akademie für Buchgewerbe und Graphik in Leipzig. Von 1924 bis 1925 war er künstlerischer Leiter der Großbuchbinderei E. A. Enders in Leipzig, von 1925 bis 1927 künstlerischer Leiter in der Entwurfsabteilung der Böhmischen Glasindustrie Karlsbad. Anschließend arbeitete er als freiberuflicher Maler, (Buch-)Grafiker und Bühnenbildner und Kostümentwerfer und Schüler von Fernand Léger in Paris.
Er wurde 1928 von Richard Riemerschmid als Professor für Angewandte Grafik an die Kölner Werkschulen berufen und blieb dort bis zu seiner Pensionierung 1965. Zu seinen Schülern gehörte unter anderem Eduard Prüssen und Anton Wolff.
In der Zeit von 1933 bis 1945 wurde er zum gefragten Wappenkundler und Buchgestalter. Seine sehr disziplinierte Lehrpraxis fasste er in den Büchern „Über das Buch“ (1968), „Über deutsche Wappenkunst“ (1973) und „Über die Schrift“ (1977) zusammen.
Diese Bücher vermitteln einen ungefähren Eindruck vom künstlerischen Stil des Grafikers Hußmann, der weit über tausend Entwürfe für Buchumschläge und -einbände erstellte.

## Schriften
- Deutsche Wappenkunst. Insel, Leipzig 1935; überarbeitete Auflage der Ausgabe von 1942: Über deutsche Wappenkunst. Pressler, Wiesbaden 1973.
- mit Walter Ferdinand Kemper: Die vier Grundalphabete Kölner Schreiber, geschrieben und in Holz geschnitten. Kunsthandwerkschule der Hansestadt Köln, Köln 1940
- Über das Buch: Aufzeichnungen aus meinen Vorlesungen. Pressler, Wiesbaden 1968.
- Über die Schrift: Aufzeichnungen aus meinen Vorlesungen. Pressler, Wiesbaden 1977.